# セブン・サイコパス
『セブン・サイコパス』（Seven Psychopaths）は、マーティン・マクドナー監督・脚本による2012年のイギリスのクライム・コメディ映画である。出演はコリン・ファレル、サム・ロックウェル、ウディ・ハレルソン、クリストファー・ウォーケンらである。
2012年9月7日に第37回トロント国際映画祭でプレミア上映された。北米では2012年10月12日、イギリスでは12月7日に公開された。

## あらすじ
脚本家のマーティ（コリン・ファレル）は「セブン・サイコパス」という新作映画の台本の執筆を依頼されているが、締め切りはとうに過ぎ、執筆作業はまったく進まない。友人のビリー（サム・ロックウェル）は彼を助けようと、無断で新聞にネタ集めのため「サイコパス募集」の広告を載せる。やがてこの広告がキッカケとなり、マーティはビリーの同僚で、愛妻家の犬泥棒のハンス（クリストファー・ウォーケン）。ウサギを抱いた殺人狂のザカライア（トム・ウェイツ）、シーズー犬をこよなく愛するマフィアのボスのチャーリー（ウディ・ハレルソン）など、少し、というか、かなりイカれた連中の騒動に巻き込まれていく。やがて、マーティはビリーの本当の正体を知る事になる。

## キャスト
| 役名                               | 俳優                                        | 日本語吹替 |
| ---------------------------------- | ------------------------------------------- | ---------- |
| マーティ・ファラナン               | コリン・ファレル                            | 土田大     |
| ビリー・ビックル                   | サム・ロックウェル                          | 咲野俊介   |
| チャーリー（チャールズ）・コステロ | ウディ・ハレルソン                          | 多田野曜平 |
| ハンス・キェシロフスキ             | クリストファー・ウォーケン                  | 木下浩之   |
| ザカライア・リグビー               | トム・ウェイツ                              | 鏡優雅     |
| カーヤ                             | アビー・コーニッシュ                        | 志摩淳     |
| アンジェラ                         | オルガ・キュリレンコ                        | 棟方真梨子 |
| パウロ                             | ジェリコ・イヴァネク                        |            |
| マイラ・キェシロフスキ             | リンダ・ブライト・クレイ                    |            |
| ティック・クアン・ドック           | ロング・グエン                              |            |
| クエーカー                         | ハリー・ディーン・スタントン                |            |
| マギー                             | アマンダ・メイソン・ウォーレン              |            |
| キラー                             | ジェームズ・ヘバート                        |            |
| フッカー                           | クリスティン・マルツァーノ                  |            |
| デニス                             | ケヴィン・コリガン                          |            |
| シャリース                         | ガボレイ・シディベ                          |            |
| ラリー                             | マイケル・ピット                            |            |
| トミー                             | マイケル・スタールバーグ                    |            |
| ブロンドの女                       | ヘレナ・マットソン                          |            |
| 陪審員                             | クリスピン・グローヴァー （クレジット無し） |            |

## エピソード
劇中で主人公が映画館で映画を観ているシーンがあるがその作品は北野武監督の『その男、凶暴につき』である。マクドナー監督は北野武監督の大ファンであり、同作を使用した理由を「このシーンも、映画自体も、そして北野武も大好きだから」と語っている。

## 製作
2011年5月12日に初めてキャスティング発表が行われた。製作はハンウェイ・フィルムズが行った。ミッキー・ロークは本作へ出演するために『エクスペンダブルズ2』を降板した。しかしながら彼はマクドナーとの意見の相違のために本作も降板し、代わりにウディ・ハレルソンが起用された。
音楽はマクドナーの前作『ヒットマンズ・レクイエム』でも起用されたカーター・バーウェルが作曲した。サウンドトラックは2012年10月23日にレイクショア・レコーズよりデジタル発売された。

## 評価

### 興行収入
アメリカ合衆国とカナダでは2012年10月12日に1480劇場で封切られ、初日に136万ドル、初週末3日間で427万5000ドルを売り上げ、週末ランキングで9位となった。

### 批評家の反応
Rotten Tomatoesでは196件のレビューで支持率は82%となった。Metacriticでは43件のレビューで加重平均値は66/100となった。

### 受賞とノミネート
| 映画祭・賞                       | 部門                               | 候補                                                                   | 結果       |
| -------------------------------- | ---------------------------------- | ---------------------------------------------------------------------- | ---------- |
| トロント国際映画祭               | 観客賞（ミッドナイト・マッドネス） | マーティン・マクドナー                                                 | 受賞       |
| BFIロンドン映画祭賞              | 作品賞                             | マーティン・マクドナー                                                 | ノミネート |
| ボストン映画批評家協会賞         | キャスト賞                         |                                                                        | 受賞       |
| サンディエゴ映画批評家協会賞     | アンサンブル演技賞                 |                                                                        | ノミネート |
| サンディエゴ映画批評家協会賞     | 助演男優賞                         | クリストファー・ウォーケン                                             | ノミネート |
| 英国アカデミー賞                 | 英国作品賞                         | マーティン・マクドナー、グレアム・ブロードベント、ピーター・チャーニン | ノミネート |
| アイリッシュ映画&テレビ賞        | 長編映画主演男優賞                 | コリン・ファレル                                                       | ノミネート |
| アイリッシュ映画&テレビ賞        | 映画監督賞                         | マーティン・マクドナー                                                 | ノミネート |
| アイリッシュ映画&テレビ賞        | 映画脚本賞                         | マーティン・マクドナー                                                 | ノミネート |
| インディペンデント・スピリット賞 | 脚本賞                             | マーティン・マクドナー                                                 | ノミネート |
| インディペンデント・スピリット賞 | 助演男優賞                         | サム・ロックウェル                                                     | ノミネート |
| サターン賞                       | ホラー/スリラー映画賞              |                                                                        | ノミネート |
| サターン賞                       | 脚本賞                             | マーティン・マクドナー                                                 | ノミネート |